# Paul Lazarsfeld
Paul Felix Lazarsfeld, né à Vienne (Autriche) le 13 février 1901 et mort le 30 août 1976, est un sociologue américain d'origine autrichienne. Il est particulièrement connu pour l'importance de ses travaux sur les effets des médias sur la société et pour l'utilisation de techniques d'enquêtes pour la collecte d'information, mais aussi pour sa contribution au développement de la sociologie électorale.

## Biographie

### Vie privée
Fils d'un avocat, Robert Lazarsfeld, et d'une psychologue, Sophie Munk (en), Paul Lazarsfeld évolue dans un contexte militant austro-marxiste. Son père est un militant actif du parti social démocrate et propose des consultations juridiques aux militants inculpés de délits politiques. Sa mère organise des rencontres privées, avec des invités principalement issus de la communauté juive, militant ou non du parti social-démocrate, ce dernier étant perçu comme la seule force politique pouvant lutter contre l'antisémitisme et le nationalisme.
Il fait sa scolarité à Vienne, et s'oriente vers des études de mathématique appliquée à l'université de Vienne. Il obtient un doctorat en 1925. Il s'intéresse également à la science politique au contact d'un ami de famille, Friedrich Adler, fils du fondateur du parti socialiste autrichien et physicien, et sous l'influence de sa mère qui, par exemple, l'emmène voir l'homme politique en prison après l'assassinat du premier ministre. Lycéen, il manifeste en faveur de l'accusé et fréquente à cette occasion différents groupes de lycée de gauche qui évolueront vers le parti communiste. Son engagement dans la psychologie appliquée est un moyen pour lui de mettre ses connaissances mathématiques au profit du progrès social. Dans sa jeunesse viennoise, il s'investit dans une activité militante dont ses influences sont Victor Adler et Karl Bühler. De même, il côtoie les membres de l'Institut für Sozialforschung – appelé plus tard l'École de Francfort, qui compte notamment Max Horkheimer, Theodor Adorno, Herbert Marcuse et Erich Fromm. Plusieurs membres de cette école émigrent aux États-Unis pour éviter la répression nazie et contribuent, entre autres, au développement d'une théorie critique de la communication en Amérique du Nord.
En 1919, il fait la connaissance de Marie Jahoda dans un camp de jeunesse et l'épouse en 1927. Ils ont une fille en 1930, Lotte Lazarsfeld-Bailyn, mais divorcent en 1934,. Il épouse ensuite Herta Herzog, dont il divorce en 1945. Puis il épouse Patricia Kendall, avec qui il a un fils, Robert Lazarsfeld, en 1953.

### Carrière
En 1931, Paul Lazarsfeld fonde un institut de recherche non universitaire, le Centre de recherche en psychologie économique (Wirtschaftspsychologische Forschungsstelle) et, avec Marie Jahoda et d'autres, lance une étude sur le chômage à Marienthal, une ville dans laquelle la fermeture de l'usine textile a provoqué le licenciement des trois quarts de la population active. Cette étude aboutit à l'ouvrage Les Chômeurs de Marienthal en collaboration avec Hans Zeisel, paru en 1933 qui traite des conséquences du chômage et devient un classique de la littérature sociologique.
Paul Lazarsfeld émigre aux États-Unis, tandis que Marie Johada prend la direction de l'institut. Sur le sol américain, l’activiste marxiste cesse ses activités militantes. Plusieurs interprétations ont été avancées pour expliquer le désengagement si spontané de Lazarsfeld, l’une d’elles étant qu'il ne voit pas d’échos possibles à l'idée marxiste aux États-Unis à cette époque. Lazarsfeld se déclare lui-même être « un marxiste en congé ».
Il occupe le poste de directeur du Centre de la recherche sur la radio à l'université de Princeton. En 1940, il est embauché par l'université Columbia et fonde le Bureau pour la recherche sociale appliquée, qui devient très renommé. Il obtient un poste au département de sociologie où il demeure jusqu'en 1970.
Il publie de nombreux écrits parmi lesquels The People's Choice (1944), Radio Listening In America (1948), Voting (1954). Ses travaux portent sur l'influence qu'exercent les médias sur la décision des électeurs, ce qui lui permet de développer sa célèbre « Two step flow theory », qu'on a traduit en français par « théorie de la communication à deux étages »,. Ce modèle d'influence postule que les médias n'ont pas d'influence directe sur les électeurs, mais qu'ils structurent en revanche les perceptions des leaders d'opinion qui, eux, possèdent une très forte influence sur les électeurs.
La thèse principale de sa sociologie des médias se distingue ainsi vivement des théories marxistes de l'École de Francfort. En effet, Lazarsfeld pense que l'influence des médias dépend des opinions préexistantes et du réseau de relations interpersonnelles du récepteur, ainsi que de son champ social. Le consommateur de médias est donc davantage sensible aux opinions qui lui sont proches. Cette théorie trouve, un peu moins d'un siècle plus tard, un écho singulier avec Internet et le développement des blogs, et, plus encore, avec les réseaux sociaux et la place prise par les influenceurs dans les dispositifs marketing et publicitaires au début du XXIe siècle. Toutefois, la notion d'influenceur échappe à sa conceptualisation première et s'apparente davantage désormais à une activité professionnelle.

## Publications
- 1925. Über die Berechnung der Pendelbewegung des Merkur aus der Einsteinischen Gravitationstheorie (Du calcul du mouvement rétrograde de Mercure à partir de la théorie de la gravité d'Einstein). Vienne: Selbstverlag, 10 Blatt. Zugleich phil. Diss. Wien.
- 1929. Statistisches Praktikum für Psychologen und Lehrer (Manuel de statistique pour psychologues et enseignants). Avant-propos de Charlotte Bühler. 45 illustrations. Jena: G. Fischer, VIII, 180 p.
- 1933. (avec Marie Jahoda et Hans Zeisel) Die Arbeitslosen von Marienthal. Ein soziographischer Versuch über die Wirkungen langandauernder Arbeitslosigkeit (Les chômeurs de Marienthal. Traduit de l'allemand par Françoise Laroche, Paris, Minuit, 1981).
- 1935 (avec Arthur W[illiam] Kornhauser) The techniques of market research from the standpoint of a psychologist. (Presented at the Institute of management meeting, Hotel Pennsylvania, May 24, 1935.) New York: American Management Association (= Institute of management series. Institute of management. 16.), 24 p.
- 1937 (avec Samuel A[ndrew] Stouffler) Research memorandum on the family in the depression. With the assistance of A[bram] J. Jaffe. Prepared under the direction of the Committee studies in social aspects of the depression. New York: Social Science Research Council (= Bulletin Social Science Research Council (U.S.). 29. / Studies in the social aspects of the depression. 3.), x, 221 p.
- 1940 (avec Frank Stanton) Radio and the printed page. An introduction to the study of radio and its role in the communication of ideas. (1st edition.) New York: Duell, Sloan, and Pearce (= History of broadcasting, radio to television.).
- 1941 (coord. avec Frank Stanton) Radio research. New York: Duell, Sloan, and Pearce 1942 (= Essential books.), 333 p.
- 1943. Radio research. Volume 2: 1942-1943. New York: Arno Press (= Perennial works in sociology.), xvi, 599 p. Reprint 1979.
- 1944 (avec Bernard R[euben] Berelson et Hazel Gaudet) The people’s choice: How the voter makes up his mind in a presidential campaign. New York: Duell, Sloan, and Pearce, vii, 178 p.
- 1946 (avec Harry Field) The people look at radio. Rapport sur un sondage commandé par le National Opinion Research Center, Université de Denver, Harry Field, coord. Analysé et interprété par le Bureau of Applied Social Research, Columbia University, Paul F. Lazarsfeld, coord. Chapel Hill: The University of North Carolina Press, ix, 158 p.
- 1948. The psychological and sociological implications of economic planning in Norway. Oslo: Universitet, 120 p. (ronéotypé).
- 1948. What is sociology? Oslo: Universitetets studentkontor, 20 p. (ronéotypé).
- 1948. (avec Patricia L[ouise] Kendall) Radio listening in America. The people look at radio – again. Rapport sur un sondage commandé par le National Opinion Research Center de l'Université de Chicago, analysé et interpreté par Paul F. Lazarsfeld et Patricia L. Kendall du Bureau of Applied Social Research, Université Columbia. Un second sondage financé par le N[ational] A[ssociation of] B[roadcasters]. New York: Prentice-Hall, v, 178 p.
- 1949 (avec Frank Stanton) Communications research, 1948-1949. (1st edition.) New York: Harper & Brothers 1949 (= Publications of the Bureau of Applied Social Research, Columbia University.), xviii, 332 p.
- 1950 (avec Samuel A[ndrew] Stouffer, Louis Guttman, Edward A[llen] Suchman, Shirley A. Star und John A. Clausen) Measurement and prediction. Princeton, N.J.: Princeton University Press (= Studies in social psychology in World War II. IV.), x, 756 p.
- 1950 (coord. avec Robert K. Merton) Continuities in social research. Studies in the scope and method of "The American soldier". Glencoe, Ill.: The Free Press, 255 p.
- 1954 (coord.) Mathematical thinking in the social sciences. Glencoe, Ill.: The Free Press, 444 p.
- 1955 (avec Elihu Katz) Personal influence. The part played by people in the flow of mass communications. Rapport du Bureau of Applied Social Research, Columbia University. Glencoe, Ill.: The Free Press (= Foundations of communications research. 2.), xx, 400 p. Traduction en français : Influence personnelle. Ce que les gens font des médias, trad. Daniel Cefaï, Armand Colin & INA, 2008
- 1955 (coord. avec Morris Rosenberg) The language of social research. A reader in the methodology of social research. Glencoe, Ill.: The Free Press, xiii, 590 p.
- 1958 (avec Wagner Thielens jr.) Academic mind. Social scientists in a time of crisis. Avec un rapport de terrain de David Riesman. (Rapport du Bureau of Supplies Social Research, Columbia University) Glencoe, Ill.: The Free Press (= The Academic profession.), xiii, 460 p.
- 1959 (avec Robert A[lan] Dahl und Mason Haire) Social science research on business. Product and potential. New York: Columbia University Press, 185 p.
- 1964 (avec Lawrence R[obert] Klein und Ralph W[infred] Tyler) The behavioral sciences. Problems and prospects. Trois articles. Boulder, Col.: Université du Colorado, Institute of Behavioral Science, 40 p.
- 1965 (avec Raymond Boudon) Le vocabulaire des sciences sociales. Concepts et indices. Paris: Mouton (= Maison des sciences de l’homme, Paris. Méthodes de la sociologie. 1.), 309 p.
- 1966 (coord. avec Neil W. Henry) Readings in mathematical social science. Chicago: Science Research Associates, 371 p.
- 1967 (coord. avec William H[amilton] Sewell und Harold L. Wilensky) The uses of sociology. New York: Basic Books, xi, 902 p.
- 1968. The use of panels in social research. Oslo: Universitet, 10 p.
- 1968 (avec Neil W. Henry) Latent structure analysis. Boston: Houghton, Mifflin, ix, 294 p.
- 1968. Am Puls der Gesellschaft. Zur Methodik der empirischen Soziologie. (Traduction allemande de Helga et Philipp Schwarzer.) Wien–Frankfurt–Zürich: Europa Verlag (= Europäische Perspektiven.), 184 p.
- 1972. Qualitative analysis. Historical and critical essays. Boston: Allyn and Bacon, xvii, 457 p. Avec contributions des James S[amuel] Coleman, Raymond Boudon et C[harles] Wright Mills.
- 1973. Main trends in sociology. (Originally published as Chapter 1 in Main trends of research in the social and human sciences, Part 1, Mouton / UNESCO 1970.) New York–London: Harper & Row (= Harper torchbooks. 1781. / Sociology.), 115 p.
- 1975 (avec Jeffrey G. Reitz et Ann K. Pasanella) An introduction to applied sociology. New York: Elsevier, vii, 196 p.
- 1975. « Eine Episode in der Geschichte der empirischen Sozialforschung » dans: Paul Lazarsfeld, Talcott Parsons, Edward Shils: Soziologie – autobiographisch. Drei kritische Berichte zur Entwicklung einer Wissenschaft. Préface par Heinz Hartmann. (Traduction des contributions de Talcott Parsons et Edward Shils par Modeste zur Nedden Pferdekampf, de la contribution de Paul F. Lazarsfeld par Heinz Hartmann.) Stuttgart: Enke, X, 232 p.
- 1993. On social research and its language. Coordonné et introduit par Raymond Boudon. Chicago & Londres: The University of Chicago Press (= The heritage of sociology.), vii, 333 p.

## Voir également